# Le Gardenia
Le Cercle Royal le Gardenia est une compagnie dramatique d'amateurs francophones fondée en 1889 à Anvers et toujours en activités.
C'est aujourd'hui en Belgique la plus ancienne compagnie dramatique d'amateurs francophones.

## Histoire du Gardenia

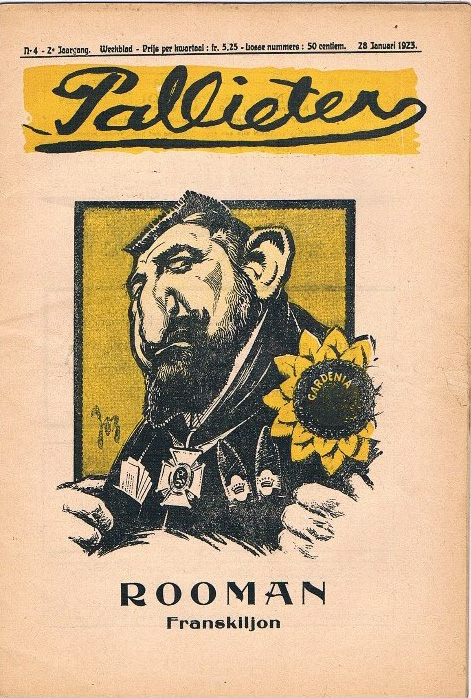
Fernand Rooman (par Jos De Swerts)

En 1889, le Bruxellois Fernand Rooman fonde le Gardenia.

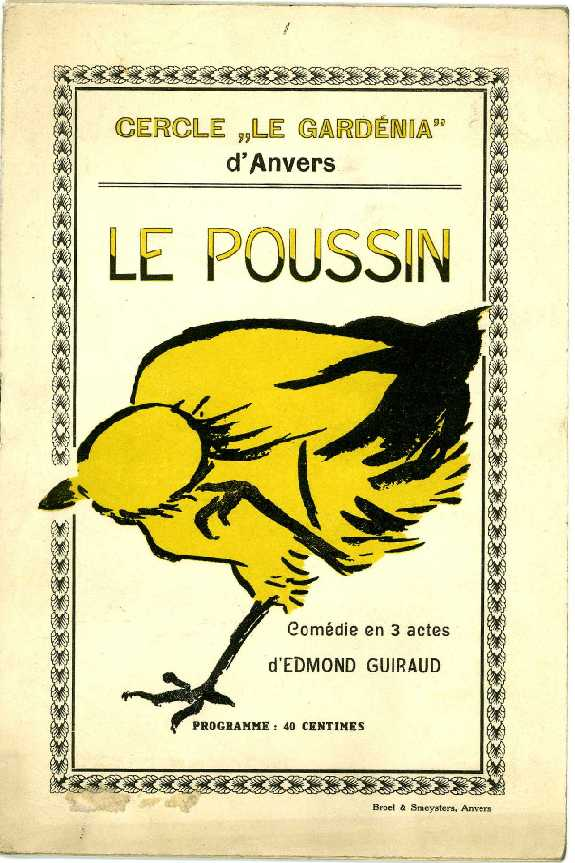
Le Poussin - Benjamin Rabier - Edmond Guiraud

D'octobre 1891 à mars 1932, durant 41 ans, paraît sa revue illustrée mensuelle, puis irrégulière : « Le Gardenia ». 
Le cercle entretient des relations avec des artistes parisiens. Fernand Rooman est membre correspondant de la goguette parisienne du Cornet fondée en 1896 par Georges Courteline, Paul Delmet, Millanvoye et Albert Michaut.
En 1892, le prince Albert de Belgique accepte la présidence d'honneur du Gardenia. Devenu roi en septembre 1909 il confirme cette présidence au début de l'année suivante.
En 1923, le Gardenia s'installe au théâtre Arenberg à Anvers. C'est toujours son siège.
En 1947, l'association remporte le « Trophée Royal » avec « Clarté » de Somerset Maugham.
Elle compte aujourd'hui 300 membres cotisants et monte deux spectacles par saison : l'un en mars, l'autre en octobre. 
La troupe se compose d'une quinzaine de comédiens assistés d'une dizaine de techniciens. 
Le Gardenia a monté ces dernières années des pièces de Feydeau, Anouilh, Guitry, Dorin, Schaffer, Christie, Cooney, etc. 
Il a à son actif plusieurs créations belges en langue française.
Le cercle a apporté son soutien à des spectacles de jeunes comédiens. Il a  pris en charge la formation de jeunes espoirs de la scène : improvisations, exercices d'expression orale, introduction à l'histoire du théâtre etc.

## Sources
- Le Cornet, bulletin mensuel de la goguette parisienne du Cornet.
- Notice à propos du Cercle Royal le Gardenia.